# Delusional
Delusional es el noveno álbum de estudio de la banda chilena Bbs Paranoicos. Fue producido artísticamente por Bill Stevenson y grabado en el estudio The Blasting Room en la ciudad de Fort Collins, Colorado Estados Unidos. Participaron como ingenieros de grabación Bill Stevenson, Chris Beeble, Andrew Berlin y Jonathan Luginbill. La Producción artística de la banda Omar Acosta El Disco fue mezclado y masterizado por Jason Livermore. La producción ejecutiva corrió por cuenta e ALcibiades Oyarzun y Carlos Kretschmer para Pulpa Discos y por BBS Paranoicos

## Delusional
Delusional fue grabado en Estados Unidos entre diciembre de 2018 y  enero de 2019, bajo la tutela del destacado productor Bill Stevenson (Descendents), un ícono en la escena punk mundial, líder de bandas como Black Flag y Descendents y con un currículo que incluye varios de los más importantes discos de bandas emblemáticas a nivel mundial como Nofx y Rise Against. Contiene 12 canciones y su edición, bajo etiqueta Pulpa Discos contempla ediciones en Digital, Disco Compacto y Vinilo Inhumano.
Sus dos primeros singles «No lo veo cómo tú» y «Sanatorio» Han sido destacados editorialmente por Spotify alcanzando destacados lugares en rankings locales.
El disco fue lanzado a la venta el día 15 de julio de 2019 en Santiago de Chile y presentado en vivo el día 1 de septiembre de 2019 en Blondie (Santiago).
En agosto de 2019 el disco fue premiado en los Premios Pulsar 2019 Como mejor artista de Rock Chileno.[cita requerida]

## Lista de canciones
1. «Mis Demonios» 02:31
2. «El Sonido Se Agotó» 03:16
3. «Delusional» 03:24
4. «Insomnio» 02:46
5. «Sanatorio» 03:37
6. «Eterno Retorno» 02:39
7. «Daño Permanente» 02:50
8. «Lejos» 02:45
9. «Enemigo Mío» 03:02
10. «No Lo Veo Como Tú» 02:50
11. «Lo Que el Viento Se Llevó» 02:19
12. «Mis Historias» 03:43